# Ray Drummond
Ray Drummond est un contrebassiste américain, né le 23 novembre 1946 à Brookline (Massachusetts).
L'enfance du Ray se déroule à travers des États-Unis, au gré des mutations de son père qui est saxophoniste dans l'armée américaine. Le cor et la trompette sont ses premiers instruments, qu'il étudie à partir de huit ans. En 1961, il se tourne vers la contrebasse. Installé en Californie, il obtient une licence en sciences politiques et prépare une maîtrise d'administration financière à la Stanford Business School (1970-71). Pourtant il n'arrive pas à imaginer le reste de sa vie dans ce milieu et décide de se consacrer à la musique. Il complète sa formation par des leçons privées, notamment pour la technique de l'archet. Sa carrière professionnelle débute en Californie. Il enregistre en 1971 avec le violoniste Michael White. Il rejoint la formation de Bobby Hutcherson, qui comprend également Woody Shaw, et participe à deux albums pour Blue Note (« Live at Montreux » et « Cirrus »). Établi dans la région de New York depuis fin 1977, il jouera dans un quintette dirigé par le saxophoniste ténor Carmen Leggio dont la rythmique est complétée par Harold Danko et Mel Lewis. On le retrouve dans le big band que ce dernier codirige avec Thad Jones et joue avec David Murray, Johnny Griffin, Wynton Marsalis, Woody Shaw, Hank Jones, Betty Carter, Horace Silver. Outre des enregistrements avec certains d'entre eux, il apparaît aussi sur les disques de George Coleman, Pharoah Sanders, Slide Hampton, Art Farmer, et Benny Golson, Arnett Cobb, Tom Harrell, Nancy Harrow, Ronnie Mathews, Lew Tabackin, Craig Handy….
Surnommé « Bulldog » (le bouledogue), Drummond n'est pas pour rien le bassiste régulier du trio Kenny Barron, ni l'un des contrebassistes les plus sollicités de la scène new-yorkaise : il combine une stabilité impeccable et une adaptabilité à tous les contextes. Sa notoriété extrêmement riche (il joue sur une contrebasse française, de 1870, de l'école de Jean-Baptiste Vuillaume) convient aux rencontres intimistes, tandis que sa puissance et son énergie brillent dans des aventures plus extraverties. Véritable dynamo du swing, il obtient un parfait équilibre entre décontraction et propulsion, souplesse et tension. De plus, il s'affirme avec le temps comme un compositeur talentueux, sollicitant volontiers les rythmes latins, mais aussi Bela Bartok.

## Discographie
- Susanita, 1984
- Maya's Dance, 1985
- One To One, 1989
- Camera In A Bag, 1989
- Excursion, 1992
- Continuum, 1994
- Vignettes, 1995
- 1-2-3-4, 1999

## Discographie Ray Drummond/Jones/Higgins
- The Essence, 1990

## Discographie The Drummonds
- When You Wish Upon a Star, 2000